# Eudyptes chrysocome filholi
Az Eudyptes chrysocome filholi a madarak (Aves) osztályának pingvinalakúak (Sphenisciformes) rendjébe, ezen belül a pingvinfélék (Spheniscidae) családjába és a Spheniscinae alcsaládjába tartozó aranytollú pingvin (Eudyptes chrysocome) alfaja, habár genetikailag különbözik attól.

## Előfordulása
Az Eudyptes chrysocome filholi a szubantarktikus Indiai- és Csendes-óceánok szigetein költ, mint például: a francia déli területek részét képező Kerguelen-szigetek, Crozet-szigetek, a Macquarie-sziget, Campbell-sziget, Auckland-szigetek, Prince Edward-szigetek, Heard-sziget és Antipodes-szigetek.

### Fordítás
- Ez a szócikk részben vagy egészben  az   Eastern rockhopper penguin című angol Wikipédia-szócikk ezen változatának fordításán alapul.  Az eredeti cikk szerkesztőit annak laptörténete sorolja fel. Ez a jelzés csupán a megfogalmazás eredetét és a szerzői jogokat jelzi, nem szolgál a cikkben szereplő információk forrásmegjelöléseként.